# دالي جونز
دالي جونز (بالإنجليزية: Dale Jones)‏ هو لاعب كرة قاعدة أمريكي، ولد في 17 ديسمبر 1918 في ماركوت في الولايات المتحدة، وتوفي في 8 نوفمبر 1980 في أورلاندو في الولايات المتحدة.

## وصلات خارجية
- دالي جونز على موقع دوري كرة القاعدة الرئيسي (الإنجليزية)
- دالي جونز على موقعبيزبول رفرنس.كوم (الدوري الرئيسي) (الإنجليزية)
- دالي جونز على موقعبيزبول رفرنس.كوم (الدوري الثانوي) (الإنجليزية)